# Exit International
Exit International é uma organização internacional sem fins lucrativos que defende a legalização da eutanásia voluntária e do suicídio assistido. Antes era conhecida como Voluntary Euthanasia Research Foundation (VERF Inc.).
A Exit International foi fundada por Philip Nitschke em 1997 após a derrubada da primeira lei de eutanásia voluntária do mundo - a Rights of the Terminally Ill (ROTI) (Lei dos Direitos dos Doentes Terminais) promulgada no Território do Norte, Austrália. Durante a Lei ROTI, Nitschke se tornou o primeiro médico do mundo a administrar uma injeção legal, letal e voluntária.
A organização tem 3.500 membros Desde 2011. A idade média deles é de 75 anos.